# Горошек бенгальский
Горошек бенгальский (лат. Vicia benghalensis) — многолетнее травянистое растение семейства бобовых.
Это вьющееся растение. Листья состоят из 10 пар листочков, до 3 см в длину. Кисти 4—10 (—12) см с 4—13 цветками, которые почти одновременно распускаются. Цветки длиной 10—18 мм. Венчик пурпурно-красный, более или менее беловатый у основания, очень тёмный на вершине. Плоды размером 22—35 × 7—11 мм, опушенные, с 2—5 семенами. Семена длиной 4—5 мм.
Вид распространён в Северной Африке: Алжир, Марокко, Тунис, в Южной Европе: Греция, Италия [вкл. Сардиния, Сицилия], Франция [вкл. Корсика], Португалия [вкл. Мадейра], Гибралтар, Испания [вкл. Балеарские острова, Канарские острова]. Ввезён в Калифорнию. Также культивируется.
Населяет поля и луга на высоте от 0 до 600 м над уровнем моря. Цветёт и плодоносит с апреля по июнь.

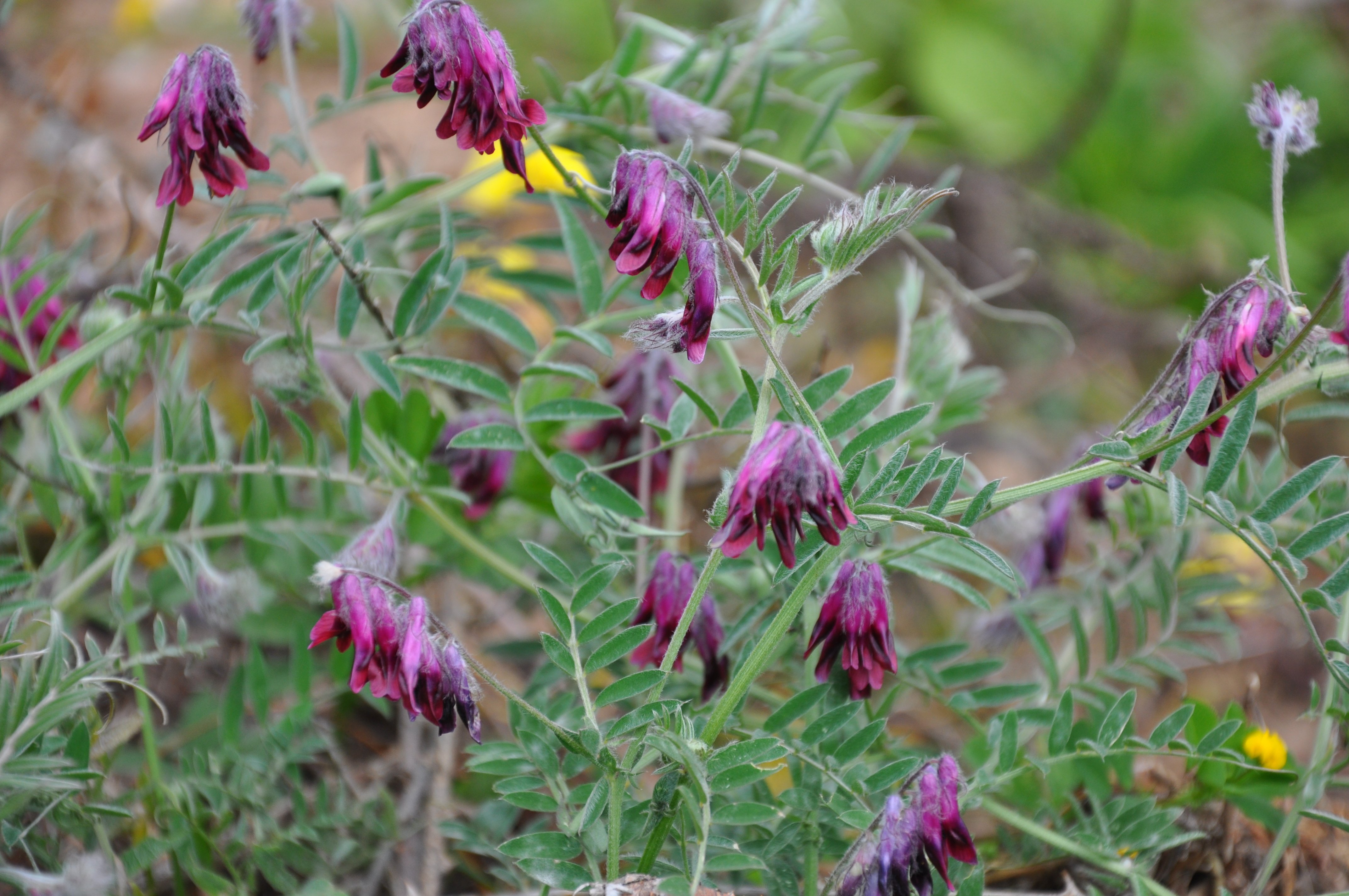